# WWF Prime Time Wrestling

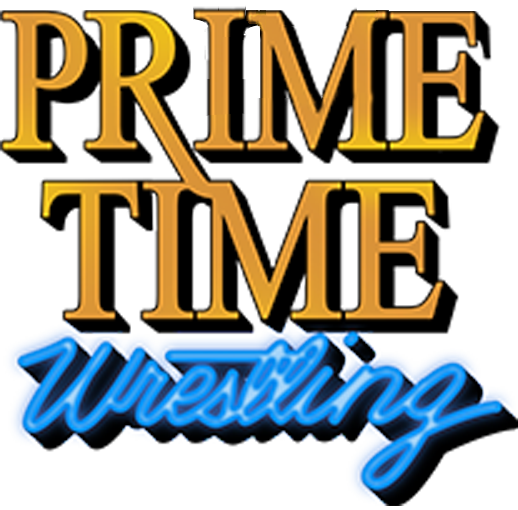
Logotipo de WWF Prime Time Wrestling.

WWF Prime Time Wrestling fue un programa de televisión de lucha libre profesional producido por la World Wrestling Federation (WWF). Fue transmitida por la red de Estados Unidos desde 1985 hasta 1993. Un precursor de Monday Night Raw, Prime Time Wrestling fue un largo programa de dos horas semanales que contó con estrellas de la World Wrestling Federation. El programa contó con combates de lucha libre (la mayoría de los cuales fueron compilados de  WWF "house show" de luchas en lugares como el Madison Square Garden), con entrevistas y promos de luchadores de la WWF, actualizaciones de disputas actuales y anuncios de próxima luchas y eventos pay-per-view.
Los episodios de Prime Time Wrestling han sido reemitidos en WWE Network desde diciembre de 2014.

## Enfoque principal
A pesar de los cambios de formato en sus últimos años, el foco principal de Prime Time Wrestling se mantuvo sin cambios, volviendo a tapar los aspectos más destacados de los programas emblemáticos sindicado de la WWF y la presentación de luchas exclusivos ocasionales grabadas desde el circuito de los house show. Peleas seleccionadas del pasado y el presente de escenarios emblemáticos de la WWF de la época - Madison Square Garden en Nueva York, Nueva York, Maple Leaf Gardens en Toronto, Ontario, el Spectrum de Filadelfia en Filadelfia, Pennsylvania, el Capital Centre en Landover, Maryland, y el Boston Garden en Boston, Massachusetts - que había transmitido en varias redes regionales de deportes también se emitió en la Prime Time Wrestling.

## Historia

### Primeros años
Estrenado el 1 de enero de 1985, por los anfitriones originales de Prime Time Wrestling Jesse Ventura y Jack Reynolds. Más tarde, Gorilla Monsoon reemplazó a Reynolds como coanfitrión de Ventura, y Bobby Heenan reemplazaría a Ventura en 1986.

### La era Monsoon/Heenan
El formato de Prime Time Wrestling fue mejor recordado cuando este fue protagonizado por Heenan y Monsoon, quienes veían las luchas grabadas, y analizándolas después, con Monsoon tomando una posición neutral (babyface) y Heenan desvergonzadamente animando a los heel, especialmente los miembros de the Heenan Family. La química entre Monsoon y Heenan hizo el programa popular entre los aficionados durante muchos años, a pesar del hecho de que no se ha considerado uno de los programas "primarios" de la WWF, en gran parte de su historia. Muchos programas de otras promotoras de lucha libre intentarían copiar esta fórmula, con diversos grados de éxito.
Aunque principalmente fue un programa basado en un programa de estudio, Prime Time de vez en cuando salía a la calle y grababan sus segmentos en varios lugares de la calle. Ejemplos incluyen Busch Gardens, Trump Plaza, la CN Tower, y Churchill Downs, entre otros. Estos segmentos raramente tenían mucho que ver con el contenido de la lucha libre real del programa, y se jugaron principalmente para la interacción cómica entre Monsoon y Heenan.
Heenan y Monsoon fueron coanfitriones de Prime Time desde 1986 a 1991. Roddy Piper reemplazó a Heenan brevemente en el verano de 1989, durante el período de Heenan se hizo cargo de la última media hora del programa Prime Time para su propio programa de entrevistas; después Heenan regresó al programa principal, Piper fue retenido durante el resto del 1989 como un segundo coanfitrión. El episodio final con Piper fue el episodio navideño de 1989, donde atacó a Heenan por vestirse como Santa, hablar mal durante la temporada navideña e insultar a los niños.